# اینشتین (یکا)
انشتین (به انگلیسی: einstein) یکا انرژی یک مول (۶٫۰۲۲×۱۰۲۳) فوتون است. چون انرژی نسبت عکس با طول موج دارد در نتیجه وابسته به بسامد است. این یکا در مجموعه یکاهای بین‌المللی نیست و برگرفته از یکای ژول محسوب می‌گردد.
در مطالعات فتوسنتز، یکای انشتین با تعاریف متفاوتی از یک مول فوتون تعریف می‌گردد. از آنجایی که یکا تعریف مشخصی ندارد در سامانه SI نیست و بهتر است از آن استفاده نشود. اطلاعات مشابه توسط یکاهای SI قابل بیان است مانند «شار فوتون ۱۵۰۰ μmol m-2 s-1 بود».